# Adolf II (hrabia Bergu)
Adolf II (IV) (ur. ok. 1100, zm. po 1161/1165) – hrabia Bergu od 1106/1152.

## Życiorys
Adolf był synem hrabiego Bergu Adolfa I (III) i Adelajdy, córki Rütgera II z Kleve. Dobra odziedziczone po ojcu znacznie powiększył. Związał się politycznie z arcybiskupami Kolonii. Popierał Lotara III Supplinburga, a następnie Hohenstaufów. Uczestniczył w II wyprawie krzyżowej. Był założycielem klasztoru Altenberg, do którego pod koniec życia wstąpił.
Adolf był żonaty z Irmgardą z Wassenburga, córką pochodzącego z rodu Liutpoldyngów hrabiego Engelberta. Miał sześciu synów:
- Adolf, zginął w 1148 pod Damaszkiem podczas II wyprawie krzyżowej,
- Eberhard I, hrabia Bergu-Alteny,
- Fryderyk, arcybiskup Kolonii,
- Engelbert I, hrabia Bergu,
- Bruno, arcybiskup Kolonii,
- Arnold, biskup Osnabrücku[1].